# Tellegen-Theorem
Das Tellegen-Theorem (entwickelt von B. D. H. Tellegen) wird vor allem in der digitalen Signalverarbeitung für den Entwurf von Filtern eingesetzt. In seiner Reinform handelt es sich bei dem Theorem um eine Art Erhaltungssatz, es lassen sich aus ihm jedoch mehrere Beziehungen zwischen Signalflussgraphen ableiten.

## Das Theorem

Zwei Systeme S und S', die mit dem Tellegen-Theorem verglichen werden können

Es sind zwei Systeme S und S', die durch Signalflussgraphen beschrieben werden, gegeben. Diese müssen zunächst nicht unbedingt linear sein, haben aber dieselbe Anzahl von Knoten, nämlich N. Die Knotensignale werden mit {\displaystyle w_{k}}, bzw. {\displaystyle w'_{k}}, die Signale der Pfade zwischen Knoten i und j mit {\displaystyle s_{ij}} bzw. {\displaystyle s'_{ij}} und die Eingangssignale mit {\displaystyle x_{k}} bzw. {\displaystyle x'_{k}} bezeichnet.
Das Tellegen’sche Theorem besagt dann:
{\displaystyle \sum _{k=1}^{N}\sum _{j=1}^{N}(w'_{k}.s_{jk}-w_{k}.s'_{jk})+\sum _{k=1}^{N}(w_{k}.x'_{k}-w'_{k}.x_{k})=0}
Die linke Summe enthält nur „interne“ Vorgänge, während die rechte Summe nur die Eingangssignale behandelt. Aus dieser Form lässt sich noch keine Aussage ableiten, es müssen konkrete Fälle betrachtet werden.

## Herleitung
Wir betrachten zunächst nur die Knotensignale in der vorerst sinnlos und trivial erscheinenden Identität
{\displaystyle \sum _{k=1}^{N}(w_{k}\cdot w_{k}'-w_{k}'\cdot w_{k})=0}
Für die Knotensignale lässt sich einsetzen:
{\displaystyle w_{k}=\sum _{j=1}^{N}s_{jk}+x_{k}}
bzw. 
{\displaystyle w'_{k}=\sum _{j=1}^{N}s'_{jk}+x'_{k}}
Einsetzen und Aufteilen der Summe führt genau auf obige Form.

## LTI Fall
Sind die Übertragungsfunktionen der Pfade in beiden Systemen linear und zeitinvariant, dann lässt sich das Theorem auf eine einfachere Form umschreiben. Es werden zunächst die Zeitsignale durch ihre z-Transformierten ersetzt. Jedes Pfadsignal ist nun als Signal des Stammknotens multipliziert mit der Übertragungsfunktion des Pfades {\displaystyle F_{ij}} darstellbar.
{\displaystyle w_{k}[n]\rightarrow W_{k}(z)}
{\displaystyle x_{k}[n]\rightarrow X_{k}(z)}
{\displaystyle s_{ij}[n]\rightarrow W_{i}(z).F_{ij}(z)}
Das Theorem kann nun umgeschrieben werden zu
{\displaystyle \sum _{k=1}^{N}\sum _{j=1}^{N}W'_{j}.W_{k}.(F'_{jk}-F_{kj})+\sum _{k=1}^{N}(W_{k}.X'_{k}-W'_{k}.X_{k})=0}
Hieraus können nun relativ einfach Zusammenhänge zwischen den Systemen abgeleitet werden.

### Transposition
Ist das zu vergleichende System S' das zu S transponierte System {\displaystyle S^{T}}, und haben die Systeme nur jeweils einen Eingang und einen Ausgang, dann haben sie die gleiche Übertragungsfunktion. Dies soll nun mittels des Tellegen-Theorems für lineare Systeme bewiesen werden.
Das transponierte System entsteht aus S, indem die Eingangs- zu den Ausgangsknoten werden und umgekehrt. Außerdem werden alle Pfade (bei gleichbleibender Pfadübertragungsfunktion) umgedreht, d. h. 
{\displaystyle F_{ij}^{T}=F_{ji}}.
Einsetzen dieser Bedingung in das Theorem
{\displaystyle \sum _{k=1}^{N}\sum _{j=1}^{N}W_{j}^{T}.W_{k}.(F_{jk}^{T}-F_{kj})+\sum _{k=1}^{N}(W_{k}.X_{k}^{T}-W_{k}^{T}.X_{k})=0}
lässt die linke Summe wegfallen und es bleibt
{\displaystyle \sum _{k=1}^{N}(W_{k}.X_{k}^{T}-W_{k}^{T}.X_{k})=0}
stehen.
Es wird nun weiter angenommen, dass das System S einen Eingangsknoten ({\displaystyle w_{a}}) und einen Ausgangsknoten ({\displaystyle w_{b}}) besitzt. Das Transponierte System hat dann den Eingangsknoten bei {\displaystyle w_{b}^{T}} und den Ausgangsknoten bei {\displaystyle w_{a}^{T}}. Die verbliebene Summe reduziert sich dann auf 
{\displaystyle W_{b}.X_{b}^{T}-W_{a}^{T}.X_{a}=0}
Da {\displaystyle X_{b}^{T}=X_{a}=X} ist folgt
{\displaystyle W_{b}=W_{a}^{T}}
Was nichts anderes heißt, als dass die Ausgangssignale bei gleichem Eingangssignal übereinstimmen, die Übertragungsfunktion ist also gleich.

### Empfindlichkeitsanalyse
Es soll wieder ein lineares System S betrachtet werden, das nur ein Eingangs- und ein Ausgangssignal besitzt (kann mit derselben Argumentation auf beliebig viele Ein- und Ausgänge verallgemeinert werden). Es soll nun untersucht werden, wie sich die Übertragungsfunktion {\displaystyle H(z)} von S ändert, wenn genau ein Pfad, z. B. der zwischen Knoten h und l, geändert wird.
Es entsteht also ein neues System
{\displaystyle S\rightarrow S^{\Delta }:F_{hl}(z)\rightarrow F_{hl}^{\Delta }(z)=F_{hl}(z)+\Delta F_{hl}(z)}
Auch die anderen Systemkomponenten werden in das neue System überführt
{\displaystyle W_{k}(z)\rightarrow W_{k}^{\Delta }(z)};
{\displaystyle X(z)\rightarrow X^{\Delta }(z)=X(z)};
{\displaystyle F_{ij}(z)\rightarrow F_{ij}^{\Delta }(z)=F_{ij}(z)|_{i\neq h\land j\neq l}};
{\displaystyle H(z)\rightarrow H^{\Delta }}
Dieses System wird nun über das Tellegen-Theorem mit dem transponierten Ausgangssystem {\displaystyle S^{T}} verglichen.
{\displaystyle \sum _{k=1}^{N}\sum _{j=1}^{N}W_{j}^{\Delta }.W_{k}^{T}.(F_{jk}^{\Delta }-F_{kj}^{T})+\sum _{k=1}^{N}(W_{k}^{T}.X_{k}^{\Delta }-W_{k}^{\Delta }.X_{k}^{T})=0}
In der linken Summe sind dann wieder alle Summanden Null, außer der für j=h und k=l. Durch die Voraussetzung eines Eingangssignals (Knoten a) und eines Ausgangssignals (Knoten b) lässt sich auch die rechte Summe wieder reduzieren.
{\displaystyle W_{h}^{\Delta }.W_{l}^{T}.(F_{hl}^{\Delta }-F_{lh}^{T})+W_{a}^{T}.X-W_{b}^{\Delta }.X=0}
Da {\displaystyle F_{lh}^{T}(z)=F_{hl}(z)} und {\displaystyle F_{hl}^{\Delta }=F_{hl}(z)+\Delta F_{hl}(z)}
lässt sich der Ausdruck weiter vereinfachen auf
{\displaystyle W_{h}^{\Delta }.W_{l}^{T}.\Delta F_{hl}+W_{a}^{T}.X-W_{b}^{\Delta }.X=0}
Wobei nun {\displaystyle W_{a}^{T}(z)=H(z).X(z)} und {\displaystyle W_{b}^{\Delta }(z)=H^{\Delta }(z).X(z)} ist.
Auch die Knotensignale können durch (interne) Übertragungsfunktionen mit dem Eingangssignal in Verbindung gebracht werden. So wird {\displaystyle W_{h}^{\Delta }(z)=H_{ah}^{\Delta }(z)X(z)} und {\displaystyle W_{l}^{T}(z)=H_{bl}^{T}(z).X(z)}
Durch Umformung erhält man dann
{\displaystyle H^{\Delta }-H=\Delta H=H_{ah}^{\Delta }.H_{bl}^{T}.\Delta F_{hl}=H_{ah}^{\Delta }.H_{lb}.\Delta F_{hl}}
Die einzig verbliebene Unbekannte in dieser Gleichung ist {\displaystyle H_{ah}^{\Delta }}. Sie kann mit genau dieser Gleichung berechnet werden, indem anstatt b der Knoten h als Ausgangsknoten verwendet wird.
{\displaystyle H_{ah}^{\Delta }-H_{ah}=H_{ah}^{\Delta }.H_{lh}.\Delta F_{hl}}.
Dies lässt sich umformen zu
{\displaystyle H_{ah}^{\Delta }={\frac {H_{ah}}{1-H_{lh}.\Delta F_{hl}}}}.
Durch Rückeinsetzen ergibt sich dann die Gleichung
{\displaystyle \Delta H={\frac {H_{ah}}{1-H_{lh}.\Delta F_{hl}}}.H_{lb}.\Delta F_{hl}},
die nur noch Funktionen aus dem Ursprungssystem enthält.